# La Bolghera
La Bolghera est une course cycliste italienne disputée au mois de mars vers Trente, dans la région du Trentin-Haut-Adige. Créée en 1927, elle est organisée par le Club Ciclistico Francesco Moser. 
La première édition de la course a lieu en 1927,. Par le passé, La Bolghera fut organisée deux fois par an : une fois au printemps et une fois en automne. À partir de 1949, l'événement organisé par le Veloce Club Trentino se dispute le premier dimanche du printemps. La première édition du nouveau cycle, baptisé Ignis Grand Prix, voit la victoire de Vasco Modena. Dans cette formule, il est organisé jusqu'en 1972, puis suspendu pour des raisons de trafic.
L'organisation est ensuite reprise en 1986 par le Club Ciclistico Francesco Moser En raison de la pandémie de Covid-19, la course de 2020 n'a pas eu lieu, et celle de 2021 s'est déroulée de manière exceptionnelle à l'automne.

## Palmarès
| Année                        | Vainqueur                    | Deuxième          | Troisième           |
| ---------------------------- | ---------------------------- | ----------------- | ------------------- |
| Giro della Bolghera          |                              |                   |                     |
| 1927                         | Rizieri Brunialti            |                   |                     |
| 1928                         | Rizieri Brunialti            |                   |                     |
| 1929                         | ?                            | ?                 | ?                   |
| 1930                         | Ermanno Moser Gino Rosanelli |                   |                     |
| 1931-1932                    | ?                            | ?                 | ?                   |
| 1933                         | Italo Condini                |                   |                     |
| 1934                         | Ottorino Ferrari             |                   |                     |
| 1935-1936                    | ?                            | ?                 | ?                   |
| 1937                         | Lino Dorigatti               |                   |                     |
| 1938 (1)                     | Ottorino Caliaro             |                   |                     |
| 1938 (2)                     | Cesare Tomasi                |                   |                     |
| 1939                         | Sergio Tomarelli             |                   |                     |
| 1940                         | Valerio Berteotti            |                   |                     |
| 1941 (1)                     | Angelo Martini               |                   |                     |
| 1941 (2)                     | Cesare Tomasi                |                   |                     |
| 1942 (1)                     | Giannino Piccolroaz (it)     |                   |                     |
| 1942 (2)                     | Bruno Battistata             |                   |                     |
| 1943                         | Angelo Menon                 |                   |                     |
| 1944                         | ?                            | ?                 | ?                   |
| 1945                         | Giannino Piccolroaz (it)     |                   |                     |
| 1946                         | Giannino Piccolroaz (it)     |                   |                     |
| 1947 (1)                     | Carlo Eccher                 |                   |                     |
| 1947 (2)                     | Carlo Del Ri                 |                   |                     |
| 1948 (1)                     | Luigi Berteotti              | Italo Condini     | Michelotti          |
| 1948 (2)                     | Giulio Rigotti               | Livio Albertini   | Carlo Rover         |
| Bolghera - Gran Premio Ignis |                              |                   |                     |
| 1949                         | Vasco Modena (it)            | Luigi Gazzini     | Angelo Martini      |
| 1950                         | Francesco Fogal              | Vasco Modena (it) | Antonio Pastro      |
| 1951                         | Giuseppe Pintarelli          | Francesco Fogal   | Livio Postal        |
| 1952                         | Otello Gola                  |                   |                     |
| 1953                         | Francesco Fogal              |                   |                     |
| 1954                         | Adriano Zamboni              | Aldo Moser        |                     |
| 1955                         | Danilo Casari                |                   |                     |
| 1956                         | Giovanni Zago                |                   |                     |
| 1957                         | Bruno Brasolin               |                   |                     |
| 1958                         | Benito De Marchi             |                   |                     |
| 1959                         | Armando Calliari             |                   |                     |
| 1960                         | Virginio Greco               |                   |                     |
| 1961                         | Dino Zandegù                 |                   |                     |
| 1962                         | Armando Baschirotto          |                   |                     |
| 1963                         | Antonio Toniolo              |                   |                     |
| 1964                         | Ezio Consolati               |                   |                     |
| 1965                         | Sergio Micheletti            |                   |                     |
| 1966                         | Giovanni Fasoli              |                   |                     |
| 1967                         | Livio Filippi                |                   |                     |
| 1968                         | Davide Boifava               |                   |                     |
| 1969                         | Franco Baroni                |                   |                     |
| 1970                         | Renato Marchetti             |                   |                     |
| 1971                         | Gino Fochesato               |                   |                     |
| 1972                         | Pietro Burgio                |                   |                     |
| 1973-1985                    | non organisée                | non organisée     | non organisée       |
| La Bolghera                  |                              |                   |                     |
| 1986-1990                    | ?                            | ?                 | ?                   |
| 1991                         | Stefano Sartori              |                   |                     |
| 1992-1993                    | ?                            | ?                 | ?                   |
| 1994                         | Andrea Rossi                 |                   |                     |
| 1995-1999                    | ?                            | ?                 | ?                   |
| 2000                         | Daniele Pietropolli          |                   |                     |
| 2001                         | Bruno Bertolini              | Manuel Quinziato  |                     |
| 2002                         | ?                            | ?                 | ?                   |
| 2003                         | Cristian Bonfanti            |                   |                     |
| 2004                         | Marco Marcato                | Enrico Gasparotto | Jonathan Cantwell   |
| 2005                         | Stefano Basso                | Gregory Da Ros    | Maximiliano Richeze |
| 2006                         | Oscar Gatto                  | Federico Masiero  | Andrea Pinos        |
| 2007                         | Simone Stortoni              | Francesco Ginanni | Luca Barla          |
| 2008                         | Adrián Richeze               | Matteo Bontorin   | Daniel Oss          |
| 2009                         | Sonny Colbrelli              | Mirko Tedeschi    | Matteo Trentin      |
| 2010                         | Davide Gomirato              | Stefano Melegaro  | Diego Florio        |
| 2011                         | Matteo Trentin               | Michele Simoni    | Davide Gomirato     |
| 2012                         | Massimo Coledan              | Siarhei Papok     | Marco Mazzetto      |
| 2013                         | Gianluca Leonardi            | Federico Zurlo    | Andrea Dal Col      |
| 2014                         | Simone Velasco               | Eugert Zhupa      | Mirko Casali        |
| 2015                         | Mirko Trosino                | Vincenzo Albanese | Marco Corrà         |
| 2016                         | Marco Corrà                  | Mirco Sartori     | Cristian Raileanu   |
| 2017                         | Riccardo Lucca               | Marco Murgano     | Michele Battistella |
| 2018                         | Gianluca Milani              | Stefano Ippolito  | Lorenzo Visintainer |
| 2019                         | Filippo Tagliani             | Attilio Viviani   | Luca Coati          |
| 2020                         | annulé                       | annulé            | annulé              |
| 2021                         | Giulio Masotto               | Marcos Méndez     | Federico Iacomoni   |
| 2022                         | Luca Cretti                  | Magnus Henneberg  | Giuseppe Aquila     |
| 2023                         | Edoardo Zamperini            | Simone Buda       | Nicolás Gómez       |